# Pokój, tỉnh Opolskie
Pokój [ˈpɔkui̯] (tiếng Đức: Bad Carlsruhe in O.S.) là một ngôi làng ở quận Namysłów, Opole Voivodeship, ở phía tây nam Ba Lan. Đó là khu vực hành chính của gmina (khu hành chính) được gọi là Gmina Pokój. Nó cách khoảng 20 kilômét (12 mi) về phía đông nam của Namysłów và 29 km (18 mi) về phía bắc thủ phủ khu vực Opole.

## Lịch sử

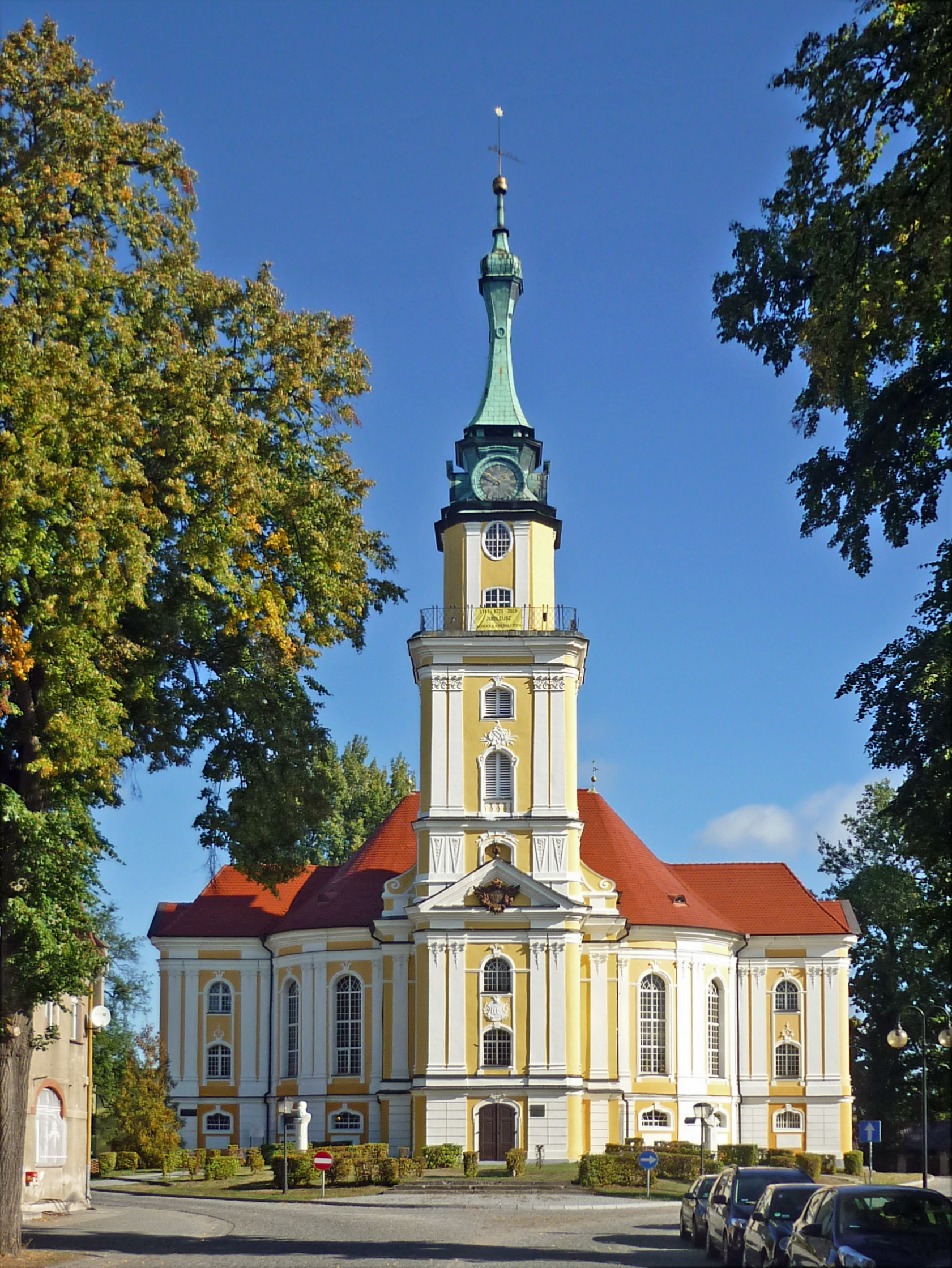
Nhà thờ Tin lành ở Pokój

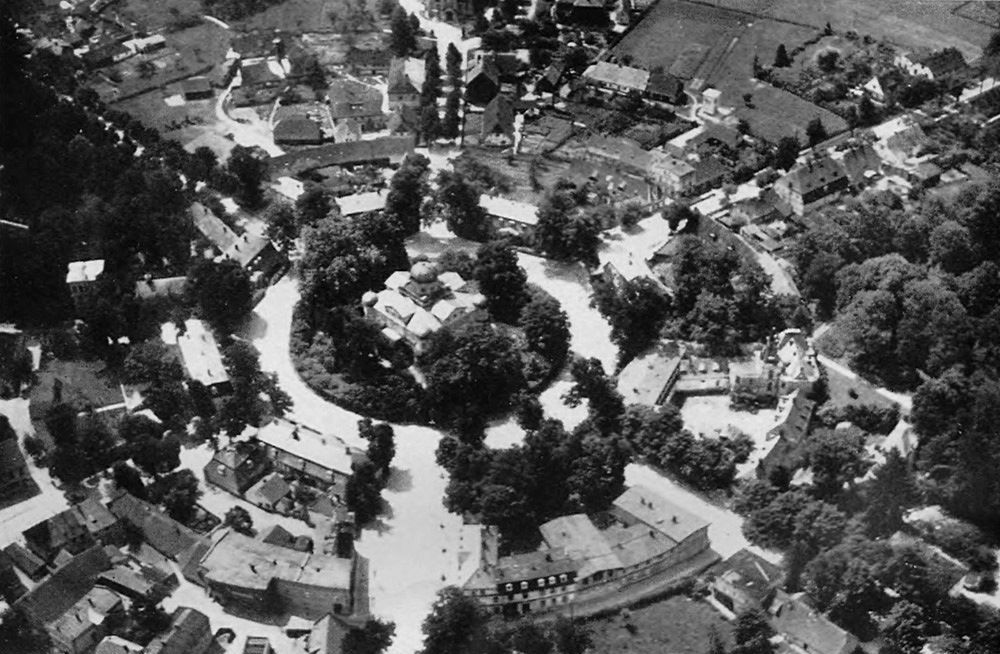
Hình ảnh trên không của Pokój năm 1930. Lâu đài nằm ở trung tâm của cú đánh.

Nó được thành lập vào năm 1748 với tư cách là một nhà săn bắn của Công tước Charles Christian Erdmann, một người nổi tiếng của Gia đình Wurmern, mà tổ tiên của họ đã trao thái ấp cho Lãnh địa Silesian của Oels năm 1649. Khu định cư liền kề được xây dựng từ năm 1763 với các đường phố tỏa ra từ cung điện được xây dựng theo mô hình và được đặt theo tên của dinh thự tại bang Karlsruhe. Khi thái ấp của Oels rơi vào tay Công tước Brunswick-Wolfenbüttel vào năm 1792, anh em họ của Charles Christian Erdmann, Công tước Eugen ở Wurm giữ lại thị trấn và cung điện của Carlsruhe như một thái ấp đuôi. Vào mùa đông năm 1806-07, ông đã mời nhà soạn nhạc trẻ Carl Maria von Weber, người đã viết hai bản giao hưởng của mình (Jähns 50/51) tại đây. Năm 1847, Carlsruhe nhận được tư cách là một thị trấn spa (Xấu).
Năm 1871, Carlsruhe cùng với tỉnh Silesia của Phổ được sáp nhập vào Đế quốc Đức. Theo Hiệp định Potsdam năm 1945, khu vực này rơi vào tay của Ba Lan (xem phần Thay đổi lãnh thổ của Ba Lan sau Thế chiến II).
Vào cuối Thế chiến II, cung điện đã bị phá hủy trong cuộc tấn công trong chiến dịch Vistula-Oder của Hồng quân. Nhà thờ Baroque Sophia hoàn thành vào năm 1775 vẫn được bảo tồn, cũng như khu vườn Anh mở rộng được xây dựng bởi các công tước vùng Wurm. Một lễ hội Carl Maria von Weber hàng năm được tổ chức để kỷ niệm ngày ở của nhà soạn nhạc.
Huy hiệu của Pokój cho thấy ba con gạc đen ở bên phải và đại bàng Thượng Silesian của Công tước Opole ở bên trái.

## Những người đáng chú ý
- Công tước Paul Wilhelm của Wurm (1797-1860), nhà thám hiểm
- Nữ công tước Maria Dorothea của Wurm (1797-1855), Tổng giám mục Áo, sứ quân của Hungary
- Công tước William xứ Wurm (1828-1896), Đại tướng Áo và Wurm
- Ferdinand von Richthofen (1833-1905), nhà địa lý học
- Công tước Nicholas của Wurm (1833-1903), sĩ quan Áo
- Nữ công tước Agnes của Wurm (1835-1886), quý tộc Đức
- Siegfried Translateur (1875-1944), nhà soạn nhạc
- Julian Winkler (1897-1947), người tiên phong tên lửa